# اوکائوچی لیک (ویسکانسین)
اوکائوچی لیک (به انگلیسی: Okauchee Lake) یک منطقهٔ مسکونی در ایالات متحده آمریکا است که در اوکونومووک (شهر) واقع شده‌است. اوکائوچی لیک ۴٬۴۲۲ نفر جمعیت دارد و ۲۶۹ متر بالاتر از سطح دریا واقع شده‌است.